# Энгельбрехт, Людвиг Филипп фон
Людвиг Филипп фон Энгельбрехт (нем. Ludwig Philipp von Engelbrecht, 1 февраля 1758, Узедом — 4 сентября 1818, Кёнигсберг) — прусский военный  инженер, полковник (1815), участник Наполеоновских войн.

## Биография
Людвиг Филипп происходил из многочисленного семейства Энгельбрехт. Его отец Даниэль Кристиан Энгельбрехт (1722—1790) был оберамтманном (главой района) Лёвица.
Людвиг Филипп окончил гимназию в Штеттине и в 1774 году вступил волонтёром в Инженерный корпус Прусской армии, в котором служил его дядя.
Принимал участие в фортификационных работах в Кольберге, а в 1777 году в Грабове и Грауденце.
В 1778 году во время Войны за баварское наследство исполнял обязанности квартирмейстера принца Генриха Прусского.
В 1783 году Энгельбрехт получил чин лейтенанта, а в 1788 году поступил в Королевскую инженерную академию в Потсдаме.
Во время Войны первой коалиции находился в Рейнской армии и участвовал в осаде Лонгви, Вердена, Майнца, крепости Ландау.
29 июля 1793 г. за заслуги при осаде Майнца получил Pour le Mérite.
В 1796 году находился в Демаркационной армии в Вестфалии. Затем в качестве военного инженера служил в Грауденце и 29 февраля 1805 года произведён в майоры.
После поражения Пруссии и заключения Тильзитского мира 9 июля 1807 года Энгельбрехт выходит в отставку на половину денежного содержания, установленного в размере 400 талеров. Но уже в 1808 назначается бригадиром крепостей в Пруссии.
Во время Освободительной войны с 28 марта по 4 апреля участвует в осаде Торна и получил Железный крест 2-й степени.
14 июня 1813 года за отличия в сражениях с французами он был награждён орденом Св. Георгия 4-й степени (№ 2586 по кавалерскому списку Григоровича — Степанова). 
В 1814 году произведён в подполковники, а в следующем году в полковники.
В дальнейшем продолжал службу в качестве бригадира крепостей Кёнигсберга.

## Семья
В 1800 году в Ресе женился на баронессе Вильгельмине Луизе Шарлотте Александрине фон Плеттенберг (1769—1807).
В браке имели троих детей:
1. Вильгельм Юлиус Альберт Теодор Дитрих (1802–1862), прусский офицер, подполковник Инженерного корпуса
2. Сельма Каролина Луиза Августа (р. 1804)
3. Ойген Людвиг Элдор Роберт (1806–1896), прусский офицер, майор 17-го ландверного полка, его супруга Луиза Миллер (1811–1951)[3].

## Награды
- Pour le Mérite (29 июля 1793) (Пруссия)
- Железный крест 2-й степени (1813) (Пруссия)
- Орден Святого Георгия 4-й степени (14 июня 1814) (Российская империя)